# Zypern in der Späten Bronzezeit

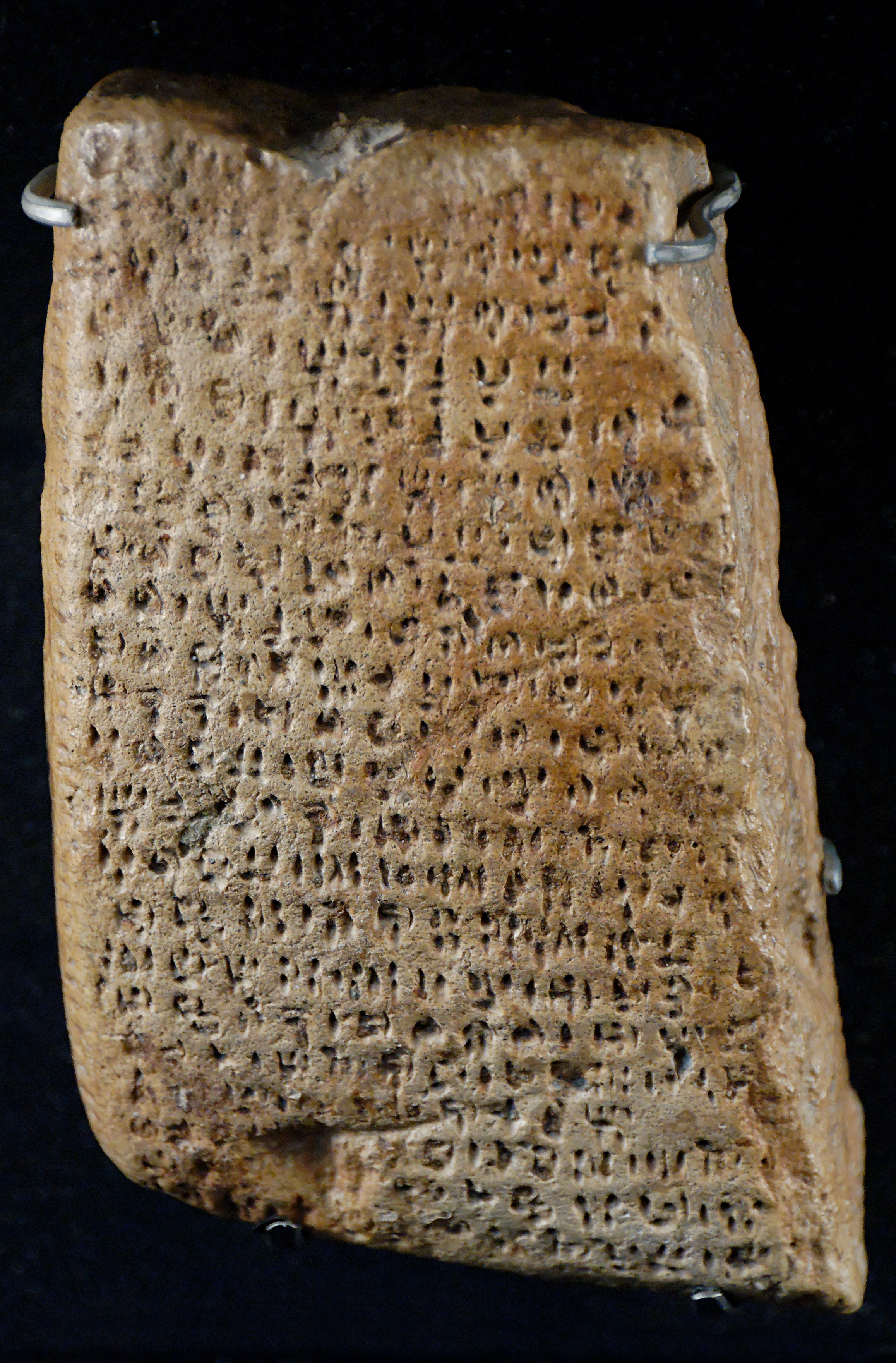
Beschriftete Tontafel aus Zypern, zwischen 1230 und 1050 v. Chr.

Zypern war in der Späten Bronzezeit (ca. 1650–1050 v. Chr.) eine wichtige politische und wirtschaftliche Macht im östlichen Mittelmeerraum. Es gab bedeutende Städte und eine eigene Schrift. Die Insel ist mit hoher Wahrscheinlichkeit das mächtige Alašija in zeitgenössischen Quellen. Unklar bleibt, ob Alašija einen einzelnen Stadtstaat auf Zypern oder die ganze Insel bezeichnete.

## Beginn
In der Mittleren Bronzezeit (ca. 2000–1650 v. Chr.) war Zypern überwiegend von einer bäuerlichen Gesellschaft bewohnt. Es gab vermutlich wenig soziale Unterschiede. Die Menschen lebten in kleinen Dörfern, meist im Inneren der Insel. An der Nordküste wurde Kupfer (lat. Cuprum, griech. Kypros) abgebaut. Der Kupferreichtum gab der Insel ihren späteren Namen. Es gibt Hinweise auf einen Handel im östlichen Mittelmeerraum, der sich am Ende der Epoche intensivierte. Kupfer aus Zypern gelangte durch Nordsyrien den Euphrat abwärts bis nach Babylonien.
Zu Beginn der Späten Bronzezeit zeichneten sich auf Zypern Umwälzungen in nahezu allen Bereichen ab. Ein starkes Anwachsen der Bevölkerung, das mit sozialen Veränderungen einherging, fand statt. Auf der ganzen Insel wurden Festungsanlagen erbaut, die auf unruhige Zeiten und militärische Konflikte hindeuten. Viele Dörfer der Mittleren Bronzezeit sind augenscheinlich gewaltsam vernichtet worden. Es fanden sich Brandhorizonte und Massenbestattungen. Später scheinen erste Städte gegründet und internationaler Handel aufgenommen worden sein. Die Schrift wurde von anderen Hochkulturen übernommen.

## Chronologie
Die Späte Bronzezeit auf Zypern wird von Archäologen anhand der Keramik in verschiedene Phasen unterteilt, wobei bisher keine Einigkeit zu den unterschiedlichen Einordnungen im Detail zustande gekommen ist. Es gibt die Späte Bronzezeit I–III, wobei die Phasen I und III nochmals in A bis B, die Phase II in A bis C unterteilt werden. Um 1200 (Späte Bronzezeit III) wurde die Insel mutmaßlich von mykenischen Siedlern kolonisiert.
Die Einteilung in drei Phasen folgt lose der Einteilung der minoischen (minoisch), mykenischen (helladisch) und ägäischen (kykladisch) Welt, wobei statt der Bezeichnung Bronzezeit auch manchmal zyprisch benutzt wird. Die absolute Chronologie der einzelnen Phasen erfolgte weitestgehend über Importwaren aus Ägypten, dem minoischen und mykenischen Raum.
| Stufe                 | absolutes Datum   | Bemerkungen                                                 |
| --------------------- | ----------------- | ----------------------------------------------------------- |
| Späte Bronzezeit IA   | 1650–1575 v. Chr. | Kriegerische Zeiten, zahlreiche Festungen                   |
| Späte Bronzezeit IB   | 1575–1475 v. Chr. | Entwicklung der Schrift, erste Städte                       |
| Späte Bronzezeit IIA  | 1475–1400 v. Chr. |                                                             |
| Späte Bronzezeit IIB  | 1400–1325 v. Chr. | Intensive diplomatische Kontakte mit dem Nahen Osten        |
| Späte Bronzezeit IIC  | 1325–1200 v. Chr. | Größte Blütezeit; am Ende dieser Phase Zerstörungshorizonte |
| Späte Bronzezeit IIIA | 1200–1100 v. Chr. | Starker mykenischer Einfluss, letzte Blütezeit              |
| Späte Bronzezeit IIIB | 1100–1050 v. Chr. | Städte werden verlassen                                     |

## Siedlungen und Städte

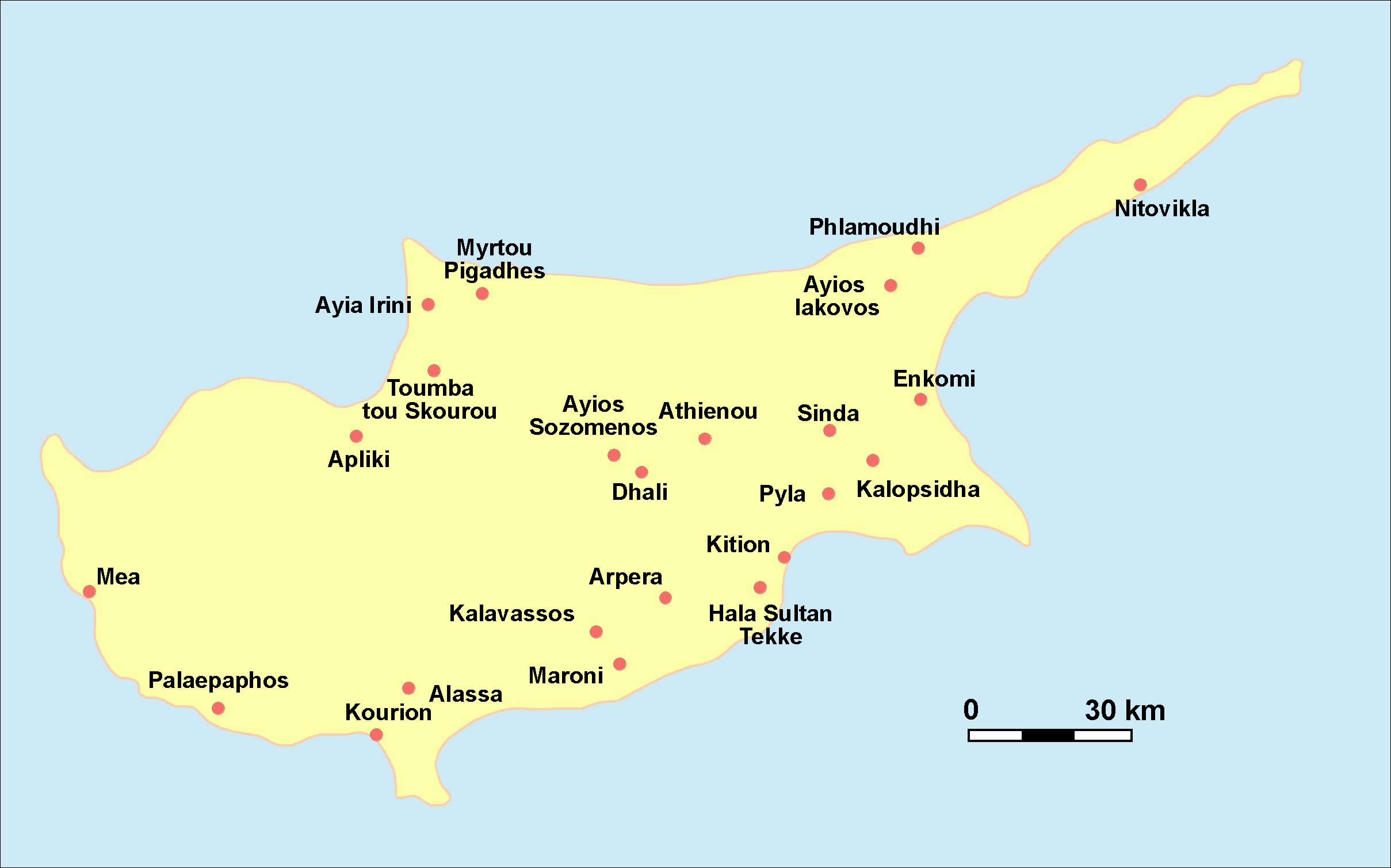
Wichtige Orte auf Zypern in der Späten Bronzezeit

Während in den vorangegangenen Perioden die Ortschaften auf Zypern eher im Inneren der Insel zu finden waren, so wurden sie nun bevorzugt nahe der Küste erbaut, was sicherlich auf die wachsende Bedeutung des Seehandels zurückzuführen ist. Es kann ein mehrstufiges Siedlungssystem beobachtet werden. Zu Beginn der Späten Bronzezeit gab es zunächst zahlreiche stark befestigte, aber nicht auf Dauer bewohnte Anlagen (vergleiche: Festung Nitovikla). Die Funktion dieser Festungen ist nicht immer eindeutig. Es könnte sich um Fluchtburgen gehandelt haben. Installationen zur Vorratshaltung deuten aber auch auf deren wirtschaftliche Bedeutung hin. Eine besondere Konzentration dieser Festungen ist auf dem Weg von den Kupferabbaugebieten nach Enkomi zu finden. Sie sollten offensichtlich den Handel mit diesem Rohmaterial schützen. Es entstanden die ersten Küstenstädte.
Nach der Späten Bronzezeit IA verloren diese Festungen an Bedeutung.
Im Landesinneren existierten nun kleinere Zentren zur Zwischenlagerung verschiedener Güter, die wahrscheinlich auch als Verwaltungszentren dienten. Es gab reine Produktionsstätten. Hierunter fallen Ackerdörfer, Töpfereien und Orte, in denen Kupfer abgebaut wurde.
Zu den großen Städten der beginnenden Späten Bronzezeit zählen wahrscheinlich Enkomi, Morphou-Toumba tou Skourou, Hala Sultan Tekke und Kourion-Bamboula, wobei gerade die frühe Geschichte dieser Orte noch weitgehend ungeklärt ist. Im Verlauf der Späten Bronzezeit kamen weitere städtische Zentren hinzu, wie Kalavasos-Ayios Dhimitrios, Alassa und Palaepaphos. Im dreizehnten und zwölften Jahrhundert wurden viele Orte umstrukturiert. In dieser Zeit erhielten sie einen schachbrettartigen Stadtplan.
Enkomi ist die bestergrabene Stadt und war ein geplanter Ort mit sich rechtwinklig kreuzenden Straßen. Es gab eine von Norden nach Süden verlaufende Hauptstraße sowie mindestens acht ost-westlich von ihr abgehende Seitenstraßen. Die Stadt war von einer Stadtmauer umgeben. Diese bestand im unteren Teil aus Bruchsteinen und war im oberen Teil aus Lehmziegeln errichtet. Es gab zahlreiche Werkstätten und verschiedene Heiligtümer. Ein Palast oder andere öffentliche Gebäude sind bisher nicht gefunden worden. Baumaterial waren Bruchsteine und Lehmziegel. Im 13. vorchristlichen Jahrhundert kamen verstärkt behauene Quader für öffentliche Gebäude (Tempel und Stadtmauern) auf.
Vor allem die Funde aus Enkomi belegen den damals gängigen Haustyp. Die Häuser besaßen meist einen Hof mit Räumen an drei Seiten. Es gab Badezimmer mit Badewannen; der Boden dieser Räume bestand meist aus besonders festem Material. Bestattungen fanden im Siedlungsbereich statt.

## Politische Strukturen

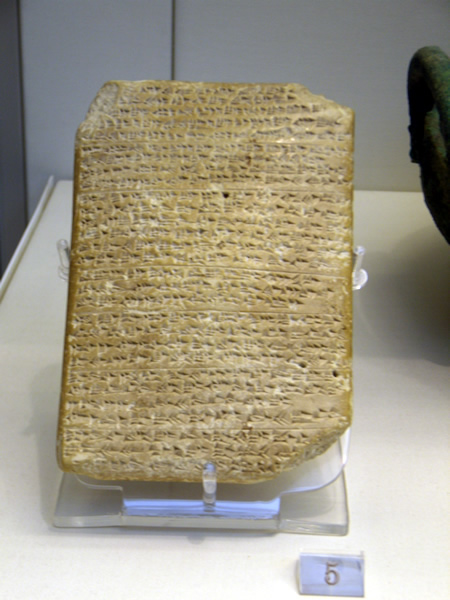
Amarna-Tafel, die den König von Alašija nennt

Da es noch nicht möglich ist, die originären Schriftzeugnisse dieser Zeit zu lesen, ist nur wenig über die politische Organisation Zyperns bekannt. Im Wesentlichen existieren in der Forschung zwei Meinungen. Eine Theorie nimmt an, dass die Insel in die Herrschaftsbereiche verschiedener Stadtstaaten unterteilt war, auf der anderen Seite wird die These vertreten, dass Zypern von einem einzigen König beherrscht wurde. Dieser residierte wahrscheinlich in Alassa, obwohl auch immer wieder Enkomi mit seinen reichen archäologischen Funden als Hauptstadt der Insel angenommen wird. Die Idee eines einheitlichen, zentral gelenkten Staates stößt aber auf gewisse Schwierigkeiten. Eine Schrift war zwar bekannt, aber sie scheint nur sporadisch und selten in der Verwaltung eingesetzt worden zu sein. Auch scheint es kleine lokale Varianten in der Schrift gegeben zu haben. Es gibt zahlreiche Siegel, die aber offensichtlich nicht zum Siegeln, sondern eher als Amulette oder Schmuck benutzt wurden. Es fehlen also eindeutige Belege für eine die ganze Insel umfassende Verwaltung.
In diesem Zusammenhang ist wichtig, dass in keilschriftlichen Quellen des Nahen Ostens ein König von Alašija erscheint, wobei Alašija meist mit Zypern gleichgesetzt wird. Er wurde offenbar gleichrangig mit den Königen von Ägypten und Babylon angesehen, was sich vor allem in der gegenseitigen Anrede mit Bruder ausdrückt, während weniger wichtige Herrscher die Könige der Großreiche mit Vater ansprachen. Alašija erscheint in diesen Texten vor allem als Lieferant von Kupfer, Pferden und Holz. Schon allein die großen Mengen des in den Texten genannten Kupfers machen es wahrscheinlich, dass Zypern oder eine Stadt auf Zypern gemeint ist. In den Keilschrifttexten erscheint der König von Alašija Kušme-Šuša als bedeutender Herrscher. Er war Zeitgenosse von Niqmaddu III. von Ugarit (ca. 1225–1215 v. Chr.).
In hethitischen Texten werden die Könige von Alašija ab dem Ende des dreizehnten Jahrhunderts v. Chr. als Untergebene bezeichnet. Es wird vermutet, dass es zu einer kurzzeitigen Eroberung der Insel kam, wobei aber von einem lockeren Vasallenverhältnis auszugehen ist. Tudhalija IV. (ca. 1236–1215 v. Chr.) rühmte sich, Alašija bezwungen und dem Hethiterreich einverleibt zu haben. Sein Sohn Šuppililuima II. ergänzte den Text und rühmte sich „Feinde Alašijas“ zur See und zu Lande geschlagen zu haben. Hethitische Funde auf der Insel sind jedoch auch für diese Zeit rar.

## Wirtschaft
Die Periode ist durch eine intensivere Ausbeutung der Kupfervorkommen gekennzeichnet. Kupfer wurde für den eigenen Bedarf, aber auch für den Export gewonnen und machte die Insel zu einem mächtigen Handelsstandort im östlichen Mittelmeer. Ferner gab es auf der Insel große Wälder, die sie zu einem bedeutenden Holzlieferanten machten.
Trotz dieser wichtigen Rohstoffe bildete die Landwirtschaft die ökonomische Basis. Weizen, Gerste und Linsen wurden angebaut, daneben sind zum ersten Mal Oliven und Trauben bezeugt. An Tieren wurden Schafe, Ziegen und Rinder gehalten. Es gibt Anzeichen, dass die Landwirtschaft zentral organisiert war. Entsprechende Speicherinstallationen wurden nachgewiesen. So fanden sich in einem Haus in Apliki 15 Pithoi, die ein Fassungsvermögen von 7500 Litern besaßen und zweifelsohne nicht für den Bedarf des Hauseigentümers vorgesehen waren. In einem Haus in Kalavasos-Ayios Dhimitrios konnte ein Komplex ausgegraben werden, in dem sich 50 zwei Meter hohe Pithoi fanden, die zusammen ein Fassungsvolumen von 50.000 Litern hatten.

### Metallverarbeitung

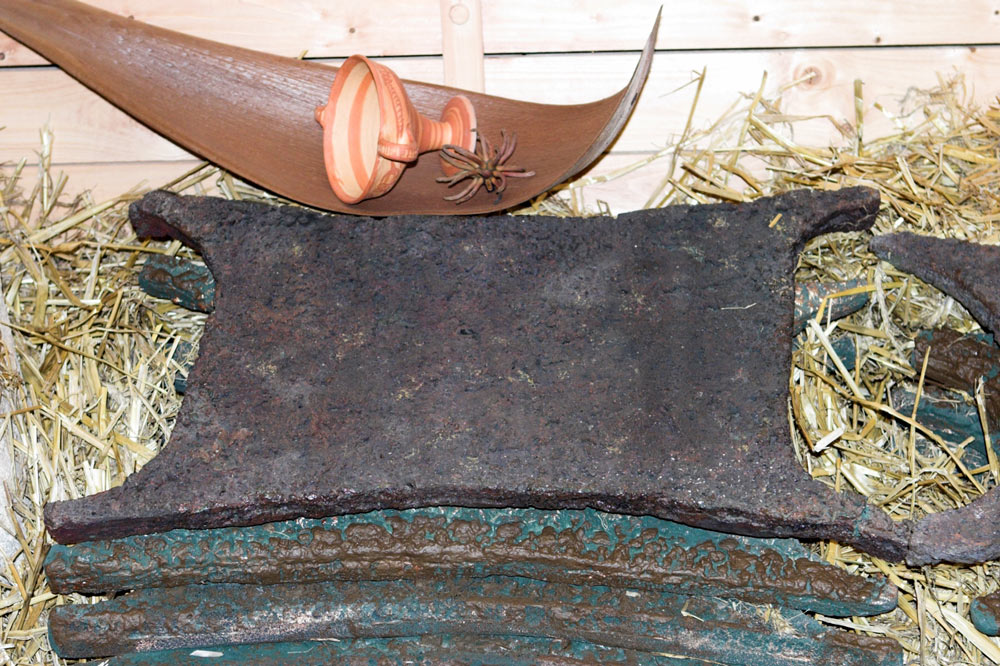
Kupferbarren aus dem Schiff von Uluburun, das auf dem Weg von Zypern zu einem unbekannten Ort in der Ägäis unterging

Eine bedeutende Rolle spielte die Kupferverarbeitung. Die Herkunft von Kupfer im östlichen Mittelmeerraum ist oftmals nicht mit Bestimmtheit feststellbar, doch deuten Isotop-Analysen darauf hin, dass ein großer Teil des damals im Umlauf befindlichen Kupfers tatsächlich von Zypern stammte. Es wurde zu dieser Zeit in Form von Ochsenhautbarren gehandelt. Der Höhepunkt der Produktion fiel ins dreizehnte und zwölfte vorchristliche Jahrhundert. Dieser Zeitraum deckt sich mit der höchsten Blütezeit der zyprischen Küstenstädte. Die Kupferbergwerke dieser Zeit sind bislang nur unzureichend untersucht, doch lagen sie meist im Landesinneren, entfernt von den Küstenstädten. Eine wichtige Abbauregion war Apliki. Nahe den Kupferbergwerken gab es kleine Siedlungen, in denen das Erz verhüttet und dann weiter versandt wurde. In Verbindung mit Zinn ergab Kupfer die viel härtere Bronze, wobei die Herkunft des Zinns umstritten ist. Es kann aus Westeuropa wie den Zinninseln, über die Liparischen Inseln im westlichen Mittelmeer oder aus Usbekistan gekommen sein. Die Verarbeitung von Kupfer zu Bronze fand auf Zypern vor allem in den großen Küstenstädten statt, wobei es hier meist um die Weiterverarbeitung für den eigenen Bedarf ging.

### Handel

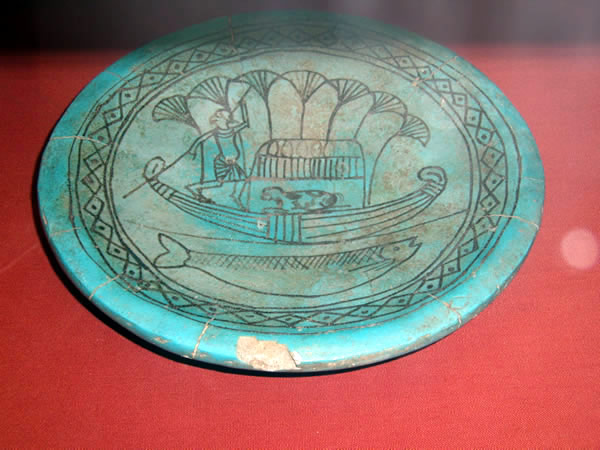
Teller in Ägypten produziert, aus dem Grab 66 in Enkomi

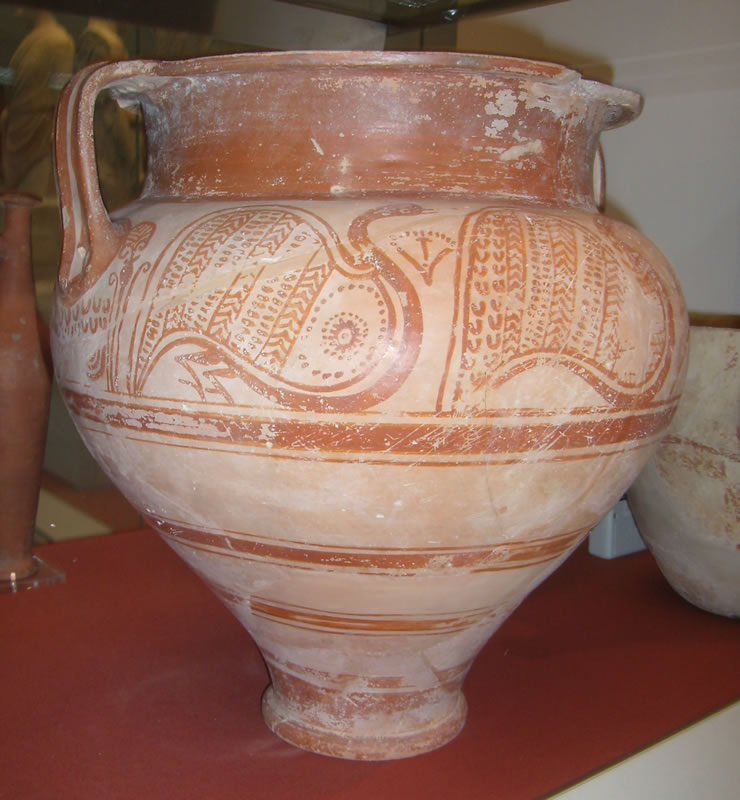
Mykenischer Krater, aus dem Grab 45 in Enkomi

In der ersten Hälfte des zweiten vorchristlichen Jahrtausends scheint Zypern keine große Rolle im internationalen Seehandel gespielt zu haben. Das änderte sich deutlich mit der Späten Bronzezeit. Es gab nun umfangreiche Belege für Handelsbeziehungen, die sich über den gesamten östlichen Mittelmeerraum erstreckten.
Hauptexportartikel der Insel war Kupfer, wobei Ugarit offenbar der Haupthandelspartner in der Levante war. Dort existierte möglicherweise auch eine zyprische Handelskolonie.
Zyprische Keramik fand sich in großen Mengen in Ägypten und in der Levante, aber auch auf Sizilien und sogar auf Sardinien. Es kann davon ausgegangen werden, dass nicht die Keramik an sich das Handelsgut war, sondern dass sie als Behälter für wertvollere Substanzen diente. Auf Sardinien fanden sich auch zahlreiche Ochsenhaut-Kupferbarren, obwohl die Insel selber größere Kupfervorkommen besaß. Isotop-Analysen zeigten, dass die Kupferbarren zumeist aus Zypern stammten, Analysen von Bronzefiguren der Nuraghenkultur ergaben jedoch, dass diese aus lokalem Kupfer hergestellt wurden. Ein im südfranzösischen Sète entdecktes Fragment eines Kupferbarrens entpuppte sich als sardische Nachahmung eines zyprischen Ochsenhautbarrens. Ochsenhautbarren aus eindeutig oder sehr wahrscheinlich zyprischem Kupfer fanden sich ansonsten in weiten Teilen des Mittelmeerraums, im heutigen Irak, auf dem Balkan bis ins nördliche Rumänien (Pălatca, Kreis Cluj), Westungarn und den Norden und Westen Kroatiens und sogar nördlich der Alpen in einem Depot im süddeutschen Oberwilflingen. Darstellungen von Ochsenhautbarren sind schon länger aus Ägypten bekannt, an  zwei Fundorten in Schweden wurden unlängst Felsritzungen entdeckt, auf denen wahrscheinlich ebenfalls Ochsenhautbarren dargestellt sind.
Importartikel sind bei Ausgrabungen vor allem in der Form von Luxuswaren gefunden worden, darunter Glas- und Fayencewaren aus Ägypten sowie kostbare Elfenbeinschnitzereien aus der Levante. Auch zahlreiche ägäische Importe sind auf der Insel nachgewiesen worden. Vor allem mykenische Keramik ist im 14. und 13. Jahrhundert in großer Menge in den Küstenstädten zu finden. Es handelt sich dabei hauptsächlich um kleine Flaschen, von denen vermutet wird, dass sie einst Parfüm enthielten. Die mykenische Keramik erscheint selten im Landesinneren. Man nimmt an, dass Zypern im Handel mit der ägäischen Welt eine bedeutende Zwischenstation war, deren Produkte nach Anatolien und in die Levante weiterverschifft wurden. Das verstärkte Aufkommen mykenischer Keramik mag mit dem Zusammenbruch der minoischen Seeherrschaft um 1400 v. Chr. in Verbindung stehen. In der Folgezeit übernahmen die Mykener das Handelsnetz der Minoer. Auch Zypern scheint von dem Zusammenbruch der kretischen Seeherrschaft profitiert zu haben. Ab 1400 v. Chr. setzte die eigentliche Blütezeit der Bronzezeitkultur auf Zypern ein. Ab der Späten Bronzezeit III wurde mykenische Keramik auch direkt auf Zypern produziert.

## Schrift

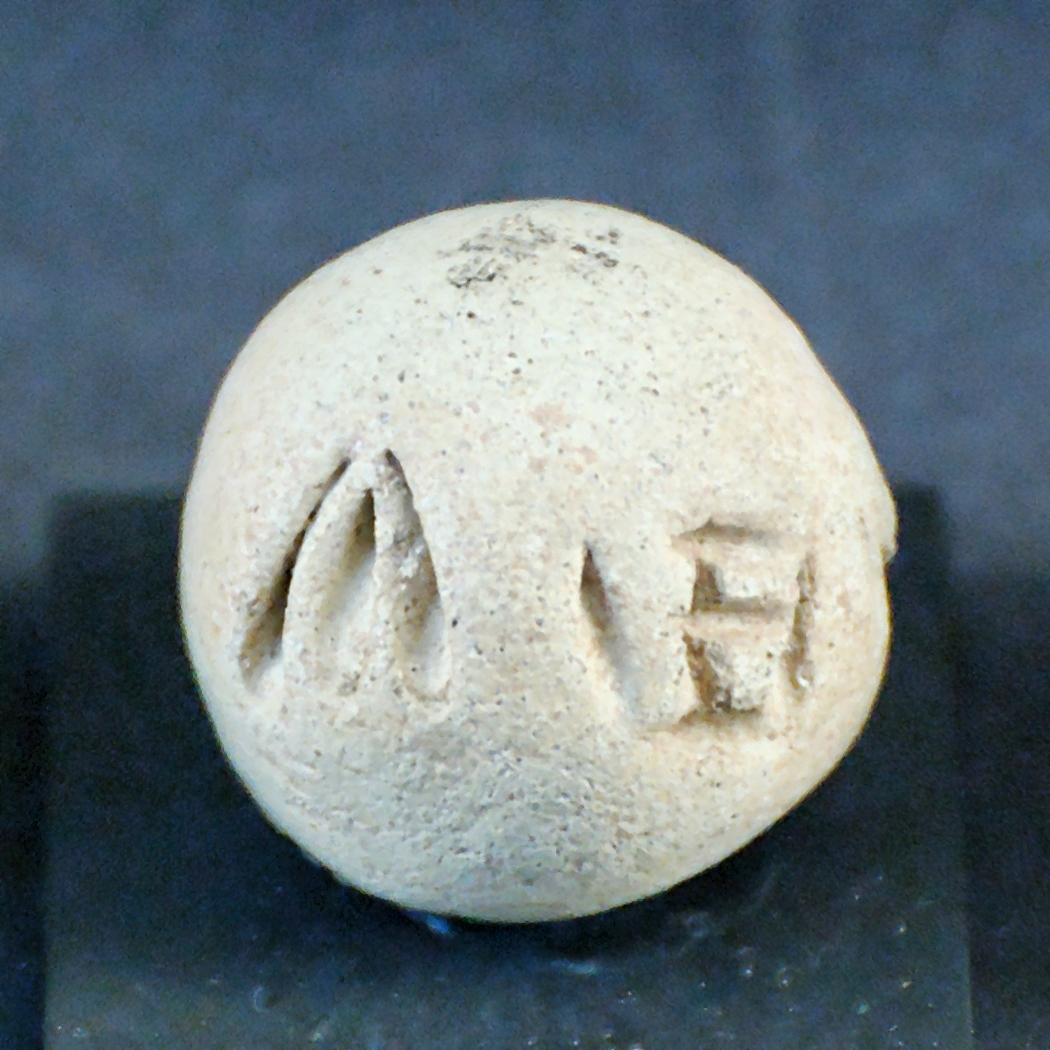
Tonkugel mit Inschrift

- siehe Hauptartikel: Kypro-Minoische Schrift

Um 1500 entstanden die ersten Schriftzeugnisse des bronzezeitlichen Zypern in der von Arthur Evans so benannten Kypro-Minoischen Schrift, die vermutlich nach dem Vorbild des minoischen Linear A entstand. Die Schrift und die Sprache sind bisher nicht verständlich. Es gab rund 100 Zeichen, was auf eine Silbenschrift schließen lässt. Die erhaltenen Inschriften sind meist sehr kurz, so dass kaum Hoffnung auf eine Entzifferung besteht. Run 50 Zeichen sind lesbar. Besonders eigentümlich sind Tonkugeln, meist aus Enkomi, mit wenigen Schriftzeichen, die vielleicht in der Verwaltung zu Kontrollzwecken benutzt wurden. Neben diesem Schriftsystem, das als Kypro-Minoisch 1 bezeichnet wird und das auf der ganzen Insel verbreitet war, gab es noch zwei weitere. In Enkomi fanden sich vier Tontafeln mit längeren Texten, niedergeschrieben in der Variante Kypro-Minoisch 2. Kypro-Minoisch 3 ist bisher nur aus Ugarit bekannt und könnte von dort lebenden Zyprioten gebraucht worden sein.

## Kunst

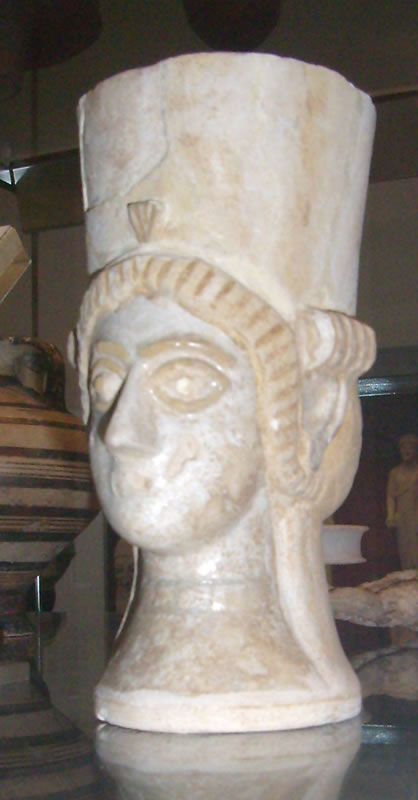
Fayencegefäß in Form eines Kopfes, zyprische oder syrische Arbeit

In der Kunst der Späten Bronzezeit lassen sich verschiedene Strömungen und Einflüsse ausmachen. Vor allem das Kunsthandwerk war stark von syrischen, ägyptischen und minoisch-mykenischen Vorbildern beeinflusst (siehe: Internationaler Stil (Bronzezeit)). Dadurch ist es oftmals schwer, den Produktionsort gewisser Luxusartikel zu bestimmen, vor allem auch weil diese Luxusartikel beliebte Handels- und Tauschobjekte darstellten.

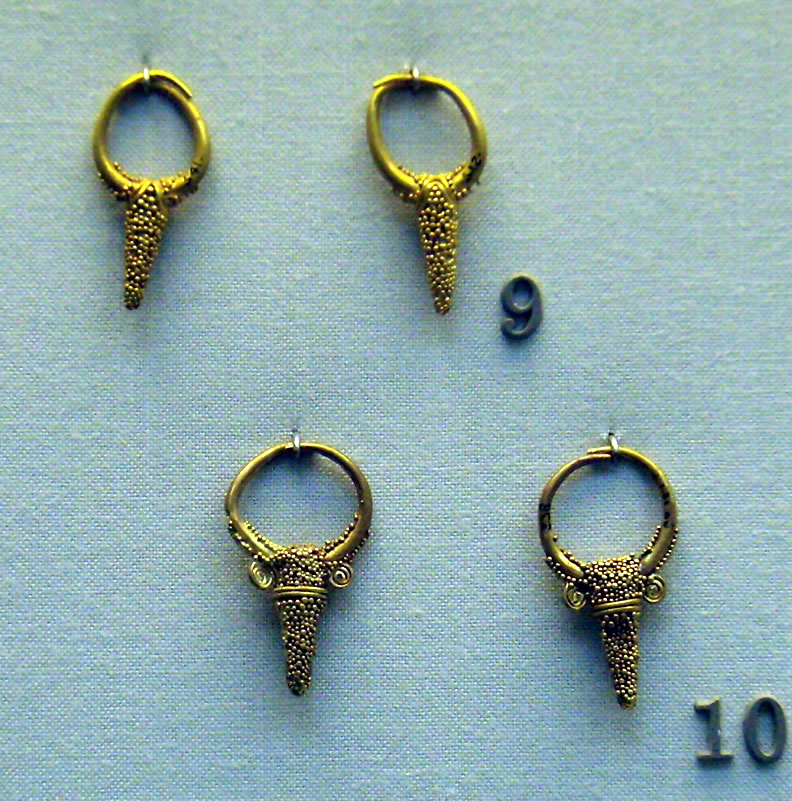
Ohrringe

Ein Fayence-Rhyton aus einem Grab in Kition stellt in zwei Registern die Jagd auf Ochsen dar. Die Form des Gefäßes und der Stil der Darstellungen sind eher mykenisch geprägt, während die Technik der Darstellung eher in der Levante Parallelen findet. In der Plastik gab es viele stilistisch einfache Tonfiguren. Sie zeigen meist nackte Frauenfiguren. Nur wenige Beispiele sind anspruchsvoller gestaltet. Auch viele Bronzefiguren wirken meist eher einfach. Der so genannte Barren-Gott aus Enkomi ist eine stehende männliche Figur, die in der Rechten einen Speer und in der Linken einen Schild hält. Die Figur wirkt etwas unbeholfen. Viel ausgereifter wirkt die Statue einer gehörnten Gottheit. Sie ist in der Frontalansicht konzipiert, trägt einen Lendenschurz und einen Helm mit ausladenden Hörnern. Die Brustmuskulatur ist fein ausgearbeitet. Sie wird in das zwölfte Jahrhundert datiert.
In den Gräbern der Insel aus dieser Zeit fand sich zahlreicher Goldschmuck. Auch hier ist die Mischung verschiedener Stile zu beobachten. Der Arbeiten sind technisch sehr hochstehend, so weisen z. B. viele Stücke Granulation auf.

### Keramik

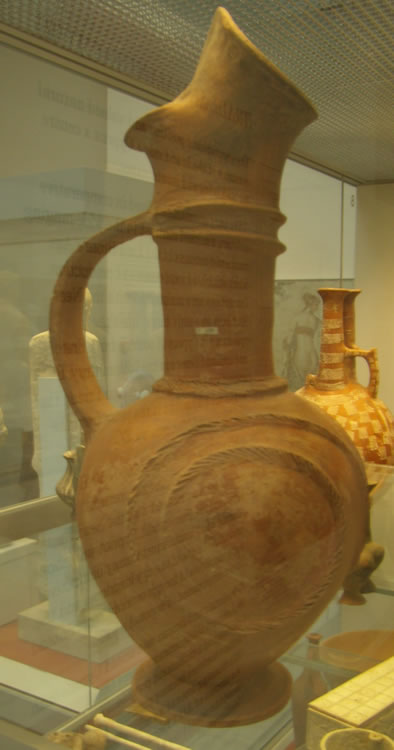
Base Ring-Kanne

Zyprische Keramik aus dieser Zeit fand sich an vielen Orten des Mittelmeerraumes. Auf der Insel konnten verschiedene Produktionszentren identifiziert werden. Typisch für die Späte Bronzezeit ist die Spezialisierung. Während zuvor die Keramik offenbar meist heimisch hergestellt wurde, sind Belege vorhanden, dass es vor allem in den Städten Töpfereien gab, in denen die Keramik seit der Späten Bronzezeit IIC in Massenproduktion gefertigt wurde.
Die Keramik der Perioden Späte Bronzezeit IA bis IIB ist durch die so genannte Base-Ring-Keramik gekennzeichnet. Sie besitzt eine feinpolierte Oberfläche, die wohl Metall nachahmen sollte. Die Gefäße sind mit geraden, aber auch welligen Relieflinien dekoriert. Benannt ist die Keramikware nach ihrem (fast) immer vorhandenen Standring. Typisch sind zwei umlaufende Ringe am oberen Hals. In der Forschung wurde vermutet, dass die Primärfunktion dieser Gefäße die Lagerung von Opium war, da sie auf den Kopf gestellt Mohnkapseln ähneln. Neuere Analysen von Base-Ring-Gefäßen aus Zypern und Israel ergaben jedoch keinerlei Hinweise auf Opium.

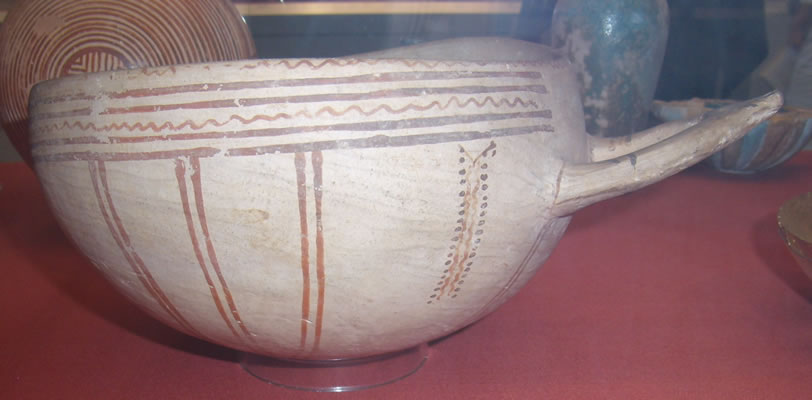
White slip Schale

Die White-Slip-Keramik zeigt geometrische Muster in gelber Bemalung auf weißem Grund. Die Wände der Gefäße sind oft sehr dünnwandig. Die Monochrome-Ware ist unbemalt und schon in der Mittleren Bronzezeit bekannt gewesen.
In der Späten Bronzezeit IIC kamen die Base-Ring- und die White-Slip-Keramik nicht mehr vor. Es dominierten jetzt Schalen und kleine Base-Ring-Fläschchen. Der Bemalung und Oberflächengestaltung der Keramik wurde weniger Aufmerksamkeit geschenkt. Gleichzeitig wurde auf der Insel mykenische Ware hergestellt, die offenbar die einheimischen Formen verdrängte.

## Religion

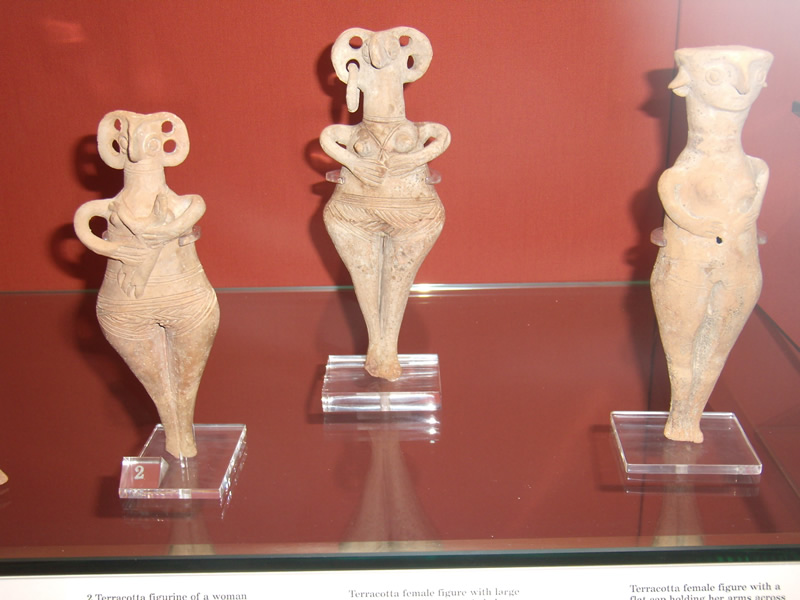
Tonidole – zwei von ihnen stammen aus Bestattungen in Enkomi

Da schriftliche Quellen fehlen, kann nur wenig über die Religion dieser Zeit gesagt werden. Es konnten verschiedene Heiligtümer, vor allem in den Städten, ausgegraben werden, die sich architektonisch erheblich voneinander unterscheiden und auf verschiedene lokale Traditionen hindeuten. Immerhin gibt es gewisse Gemeinsamkeiten. Die meisten Heiligtümer besaßen einen zentral gelegenen, offenen Hof. Das eigentliche Heiligtum war meist entlang einer Ost-West-Achse errichtet und bestand aus zwei oder drei Räumen. Es gab eine Halle und das Allerheiligste. Diese Halle konnte von einer Reihe von Säulen gestützt werden. Dort fanden sich Bänke, auf denen das Kultinventar deponiert wurde, und es fanden sich Feuerstellen, manchmal mit Tierknochen, die auf Tieropfer hinweisen. Das Kultinventar bestand meist aus Keramik, die sich kaum von der Keramik in den profanen Bereichen der Siedlungen unterscheidet.
In der griechischen Mythologie ist Zypern der Geburtsort der Aphrodite. Der Kult einer Muttergottheit ist seit ältester Zeit besonders stark auf der Insel sichtbar. Schon die frühsten Figuren stellen Frauenidole dar, die auf diesen Kult deuten. In der Späten Bronzezeit werden diese Frauenidole besonders gerne in Gräbern niedergelegt. Sie sind oftmals reich geschmückt und stellen kultische Dienerinnen, Oberpriesterinnen oder sogar die Göttin selbst dar. Ab 1400 v. Chr. ist syrischer Einfluss zu beobachten. Die Frauenfiguren stellen nun nackte Frauen mit breiten Hüften und einer steilen Brust dar. Die Scham ist durch ein Dreieck gekennzeichnet. Das Gesicht gleicht dem Kopf eines Vogels. Kurze Zeit später erscheint ein neuer Typ von Figuren mit einem mehr menschlichen Gesicht und nicht mehr ganz so stark akzentuierten Geschlechtsmerkmalen. Dieser Typ ähnelt Frauenfiguren aus dem mykenischen Raum.

### Totenkult
Auch im Totenwesen ist in der Späten Bronzezeit ein klarer Bruch zu den vorherigen Epochen der Frühen und Mittleren Bronzezeit feststellbar. Vor allem wurden die Toten nun innerhalb der Siedlungen bestattet. So wurden die meisten Gräber in Enkomi unter den Straßen der Stadt oder unter den Höfen der Wohngebäude gefunden.
Die typische Bestattung dieser Zeit fand in einer unterirdischen Felskammer statt. Sie bestand aus einem Eingangsschacht und der eigentlichen Grabkammer, die verschiedene Formen hatte. Sie ähnelte den Grabkammern, die unter den Häusern von Ugarit gefunden wurden. Die Kammern konnten oval, rund, rechteckig oder quadratisch sein. Ein Grabschacht führte meist zu zwei Grabkammern, es konnten jedoch auch nur eine oder auch bis zu vier Kammern sein. Innerhalb des Schachtes und der Kammer befanden sich Nischen und Bänke. Die Grabkammern sind meist beraubt aufgefunden worden, doch deuten die wenigen erhaltenen Funde an, dass den Toten zahlreiche Beigaben mitgegeben wurden. Die Kammern beherbergten mehrere Tote und waren über mehrere Generationen in Gebrauch. Der Fund zahlreicher Gebrauchskeramik, vor allem Tischgeschirr, weist darauf hin, dass es Totenfeiern mit Essgelagen gegeben hat.

## Mykenische Kolonisation

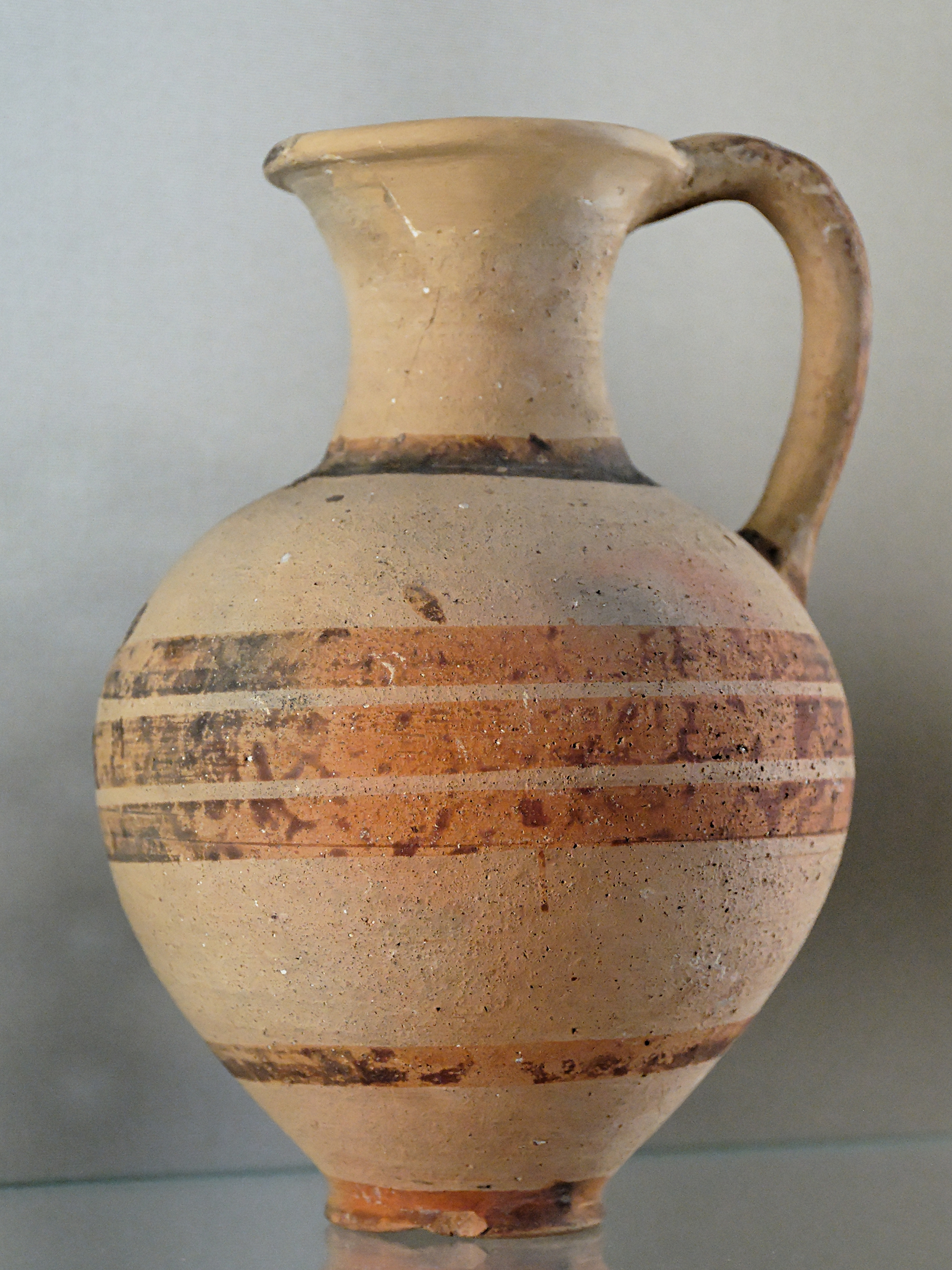
Zyprisch-mykenische Kanne

Mit Beginn der Periode Späte Bronzezeit III (ca. 1200 v. Chr.) sind bedeutende Veränderungen vor allem in der materiellen Kultur festzustellen, die mit der Ankunft und Landnahme von mykenischen Griechen in Verbindung gebracht werden. Mykenische Keramik dominierte nun auf der Insel. Es erschienen neue Typen von Metallobjekten. Viele Siedlungen wurden aufgegeben, was auf eine Bevölkerungsabnahme hindeutet, andere Orte sind offensichtlich zerstört worden und zeigen Brandschichten. Es gab nur wenige neue Orte (siehe z. B. Pyla-Kokkinokremmos). In ägyptischen Quellen wird erwähnt, dass Alašija in dieser Zeit von den Seevölkern vernichtet wurde. Es bleibt unsicher, inwieweit man diesen Aussagen trauen kann. Immerhin könnte man diese Ereignisse mit Zerstörungshorizonten an verschiedenen Ausgrabungsorten in Verbindung bringen. Jedenfalls überstand Zypern – im Gegensatz zu anderen Kulturen – diese Angriffe. Die Städte wurden weiter besiedelt, prosperierten in der Folgezeit und erlebten ihre größte Blüte. Dies ist besonders bemerkenswert, da sich zur selben Zeit viele Staaten des Nahen Ostens im Niedergang befanden.
In dieser Zeit wurden besonders viele städtische Heiligtümer errichtet. In der Architektur dominierte die Quaderbauweise. Die Städte hatten Mauern nach mykenischem Vorbild. Sie waren auf zwei Seiten aus gigantischen unbearbeiteten Steinen errichtet, mit einem Überbau aus Lehmziegeln. Trotz dieser Veränderungen sind in der Zeit zwischen 1200 und 1100 v. Chr. noch viele alte Traditionen fortgeführt worden, so dass eher von einer kulturellen Kontinuität und nicht von einem vollkommenen Bruch gesprochen werden kann.

### Keramik
Ein Hauptgrund für die Annahme, dass ab dieser Zeit viele mykenische Griechen nach Zypern kamen, sind die Keramikfunde. Ein Großteil der nun produzierten Ware war mykenisch, obwohl alte Formen – allerdings in kleinem Umfang – weiter produziert wurden. Es gab nun vor allem tiefe Schalen mit zwei Henkeln, die meist dunkel auf weißem Grund bemalt waren. Daneben kamen auch zahlreiche sehr einfache Gefäße auf, die nicht auf der Töpferscheibe produziert wurden und ihre Entsprechung in Griechenland finden.

### Tempelbauten
In den Städten kam es zu dieser Zeit zum Bau von monumentalen Tempelanlagen, die im Grundplan alte Traditionen fortsetzten. Es gab einen äußeren Hof, in dem sich möglicherweise die Gemeinde sammelte, und einen eher inneren Teil mit einer Vorhalle und dem Allerheiligsten. Ein Beispiel ist ein großer Tempel in Palepaphos mit einem geräumigen, etwa 20 mal 20 Meter großen Hof, der von einer mächtigen Mauer umgeben ist. An seinem nördlichen Ende befand sich eine große Säulenhalle. Die Tempel scheinen auch Produktionszentren gewesen zu sein. In einem Tempel von Kition existierte möglicherweise eine Textilwerkstatt und die Haupttempel von Enkomi und Kition lagen nahe bei Metallwerkstätten. Einige Tempel waren mit in Stein nachgebildeten Ochsenhörnern geschmückt. Eine Neuerung im Kultinventar waren Tonmasken, von denen mehrere gefunden wurden. Funde anthropomorpher Figuren sind aus dieser Zeit nicht sehr häufig, es kamen dagegen zahlreiche Rinderfiguren aus Ton vor. Kultstatuen konnten bisher nicht mit Sicherheit identifiziert werden. Immerhin mag der gehörnte Gott eine solche gewesen sein.

### Metallwaren

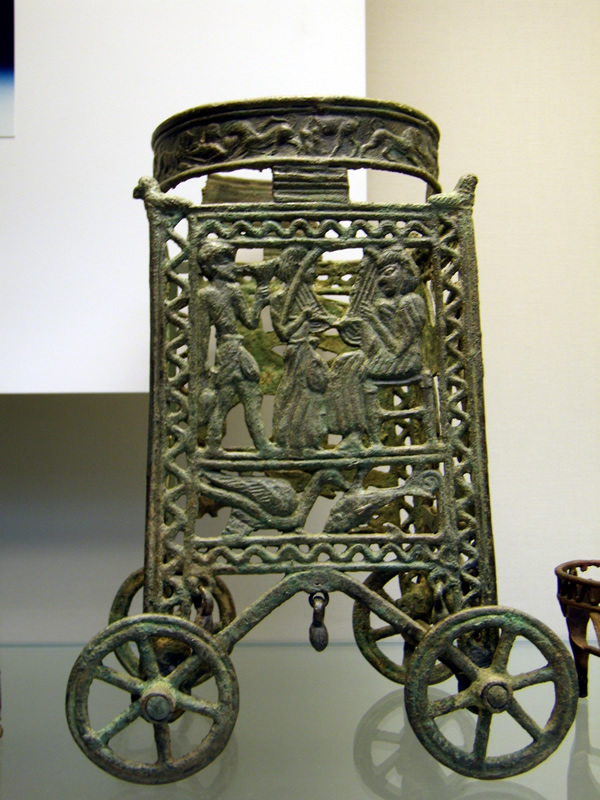
Reich verzierter bronzener Untersatz

Weitere Neuerungen waren zahlreiche Typen von Metallobjekten, die es vorher in dieser Form auf der Insel nicht gegeben hatte. Es erschienen die ersten Eisenobjekte. Daneben sind vor allem neue Schwerttypen und auch Speere zu nennen, die besonders gerne in Gräbern neben den Toten deponiert wurden, und die auf ein neues Selbstverständnis der Oberschicht hindeuten. Eine weitere Innovation, die aus dem ägäischen Raum kam, war die Fibel, die auf neue Gewandsitten hindeutet. Eine andere Besonderheit sind zahlreiche bronzene, häufig reich dekorierte Untersätze, oftmals Dreifüße. Die vierbeinigen Exemplare zeigen figürliche Dekorationen in durchbrochener Arbeitsweise. Diese bronzenen Untersätze sind bis nach Italien exportiert worden. Aus der Späten Bronzezeit IIIA stammen einige Horte, in denen sich zum Teil verschiedenartige Metallobjekte befanden, darunter Waffen, Werkzeuge, Metallgefäße, Bronzeständer, Figuren, Barren, Gewichte aber auch Altmetalle. Die Interpretation dieser Horte ist umstritten. Einerseits könnte es sich um Verstecke von Metallobjekten gehandelt haben, die vor dem Verlassen der Siedlungen vergraben und niemals wieder gehoben wurden, andererseits könnten sie auch mit religiösen Riten in Zusammenhang gestanden haben.

## Der Übergang zur Eisenzeit
In der Späten Bronzezeit IIIB sind weitere Veränderungen zu beobachten, die den Übergang zur Eisenzeit markieren, weswegen dieser Zeitabschnitt oft der Eisenzeit zugeordnet wird. Fast alle großen Städte wurden aufgegeben, nur die städtischen Heiligtümer wurde anscheinend weiter genutzt. Die Bevölkerung siedelte sich meist neben den alten Stadtgebieten oder an neuen Orten an. Es waren oftmals die Plätze, die in der Eisenzeit eine bedeutende Rolle spielten. Die Gründe für die Siedlungsverschiebungen sind ungewiss, vielleicht sind die alten Häfen versandet. Es gibt Anzeichen, dass der internationale Handel zum Stillstand kam oder zumindest sehr eingeschränkt fortgeführt wurde; dadurch verarmte ein großer Teil der Bevölkerung, was sich vor allem in der spärlichen Ausstattung der Gräber widerspiegelt.